# 建築隔熱
建築隔热（Building insulation）泛指建築物中出於任何目而裝置在建築外围护结构（英文Envelope）的隔絕材料。建築外围护结构則泛指窗、牆、地板、屋頂等，建築物的外表面。雖然建築物中的絕大部分隔絕材料（insulation）都是用于隔热，但隔热也适用于隔音、防火被覆或防震（例如，工業設備引起的振动）。

## 保溫層

### 隔熱的定義

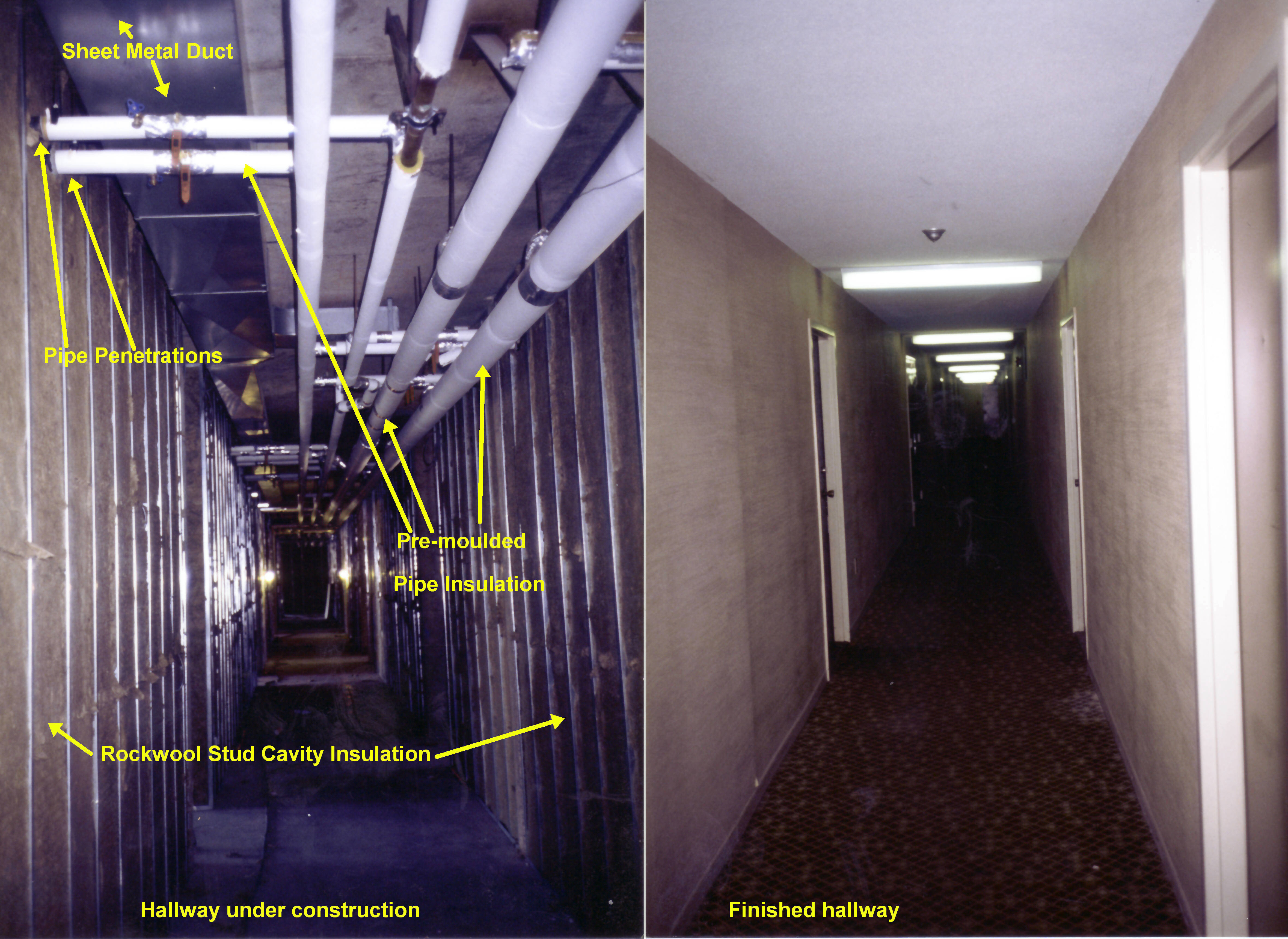
安大略省密西沙加的一間公寓内，一種常見的隔熱材應用方式

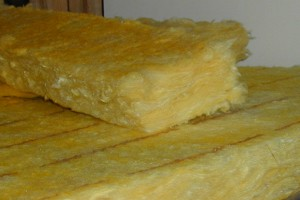
礦棉隔熱材

隔熱通常是指對建築物使用適當的隔熱材料並進行設計，以减少建築外殼的熱傳遞，从而减少热量的损失和取得。 热量的傳遞是由室内和室外之间的溫差引起的。 熱量可以通過热传导、熱對流或熱輻射傳遞。傳輸速率与傳播介質的性質密切相关。 通過天花板，墙壁，地板，窗户和門的傳播會損失或吸收热量。這種熱量的减少和取得通常是不為樂見的。因為這不僅增加了暖通空調系统的負荷進而導致更多的能源消耗，而且還降低了建築物内人員的熱舒適性。建筑物中的隔热是为其居住者提供熱舒適性的重要因素。 隔熱减少了不必要的熱量損失或取得，並可以减少加熱和冷卻系统的能源需求。它不一定處理足夠的通風问题，并且可能會或可能不會影響隔音。從狹義條件來說，隔絕材料（特指隔熱材）可以指用于减缓熱量散失的隔熱材料，例如：纤维素，玻璃棉，岩棉，聚苯乙烯，聚氨酯泡沫， 蛭石，珍珠岩，木纤维，植物纤维（大麻、亚麻、棉、软木塞等），再生棉牛仔布，植物秸秆，动物纤维（绵羊毛），水泥或土壤，反射性隔热材料（也称为辐射屏障），但也可能涉及多种設計和技術來解決热传导、熱對流或熱輻射的材料。
上面所列舉中的大多數材料在材料的分子之間保留了大量的空氣或其他氣體。氣體热传导的能力比固體少得多。這些材料會形成氣室，可用於降低热传导效率以阻隔热量。這種情况也發生在動物的皮毛和鳥類羽毛中，動物毛髮可以利用低导热率的滯留空氣層，達到减少熱量損失的目的。
反射隔熱層（輻射屏障）的原理是通過面向熱源的表面的高反射率來達到阻隔輻射熱的效果。
隔絕材的性能通常以R值來表示，其中有兩種常用的單位，SI制（以K⋅W-1⋅m2為單位）和美制单位（以°F·ft2· H / BTU為單位），前者的等效數值是后者的0.176倍。例如，在美国，閣樓的绝缘標準建议至少为R-38 US单位（相当于R-6.7或SI单位的U值为0.15）。 英国的等效标准在技术上具有可比性，批准的文件L通常要求屋顶的平均U值在0.11到0.18之間，具體取决於房屋的使用年限和屋顶結構與類型。較之以前的法規版本，較新的建築物必須满足更高的標準。重要的是要達到某個特定R值或U值，而不只考慮到每座建築物的建筑品質或當地環境因素。施工品質問題可能包括蒸气屏障不足以及防风雨问题。另外，隔絕材料本身的性質和密度也很關鍵。大多數國家/地區都有檢查或認證安裝人員的制度，以确保良好的建築隔絕效果。

### 建築隔熱的歷史
與其他材料相比，建築隔熱材的歷史不長，但是人類在很久以前就意識到了隔熱的重要性。 在史前时期，人類開始為躲避野生動物和恶劣的天氣而搭建簡單的庇護所時，人類便開始對隔热材進行初步探索。  史前人民使用动物皮，毛皮和芦苇，亚麻和稻草等植物材料建造房屋，這些材料首先用作服装材料，因为他們的房屋是臨時的，因此他們更可能使用這些用於衣服的材料，因為它們很容易取得和加工。 動物皮草和植材在分子之間容纳大量空氣，這些充滿滯留空氣的氣室正好可以减少热交换。
後來，人類的長壽和農業的發展决定了他們需要一個固定的住所，避难所，石屋和洞穴居所開始出現。  這些材料的高密度会在熱傳過程中引起時滯效應，這會使内部温度較為穩定不易隨室外氣溫震盪。這種效果使建築物的内部冬暖夏涼，而且由於容易取得土或石頭等材料，這種設計在早期俄罗斯、冰岛格陵兰等許多地方很常見。 
有機材料是第一個用於建造暫時庇護所的材料，以保護他們免受惡劣天氣的影響並幫助他們保持溫暖。 但是棟植物纖維等有機材料容易隨時間劣化，因此這些天然材料不能满足人們對隔熱的長期需求。因此，人們開始尋找更耐用的替代品。  在19世紀，人們不再滿足于使用天然材料進行隔熱，他們加工了有機材料並生產出第一塊隔热板。 同時，越來越多的人造材料开始出現，並且開發了各種人造隔熱材料，例如岩棉，玻璃纤维，泡沫玻璃和空心砖等。 

### 保溫的意義
隔熱材在建築外殼中起著重要的作用，對達到屋內人員的熱舒適性是相當必要的。大约40％的建築能源消耗是用於暖通空調热或冷却室內空氣而消耗。充分的隔熱有助於確保健康的室内環境和防止結構損壞。这也是处理高能耗的關鍵因素，它可以减少通过建筑物外殼的熱量。良好的隔熱性能还可以为建筑物带来以下好處：
1. 防止由於建筑物外殼内部結露而造成的建築結構損壞。 [7]隔热材料可確保房間表面溫度不低於臨界溫度，从而避免冷凝和霉菌的形成。 根据建築損壞報告，建築損壞的12.7％和14％是由霉菌问题引起的[8]。 如果建築物内沒有足夠的隔熱層，建築物内的高相對溼度將導致結露，最终導致發霉。
2. 为居住在建筑物中的人们提供舒适的热环境[7]。 良好的隔热性能可在冬季使建筑物内部具有足够高的温度，并且通过在夏季提供相对较低的空气温度也可达到相同水平的热舒适性。 [9]
3. 减少不必要的加熱或冷卻能量输入。隔热层减少了通过建筑物外殼的熱交换，从而使供热和制冷機能夠以較少的能量輸入達到相同的室内空气温度[10]。

## 规划与范例
房屋隔热层数量取决于建築設計、氣候，能源成本、预算和個人喜好。建筑法规通常会设定消防安全和能效的最低标准，另外為取得綠建築標章如LEED 的建築可以自願達到超過比最低標準更高的節能等級。
建筑物的隔热策略需要基于对能量传递方式以及运动方向和强度的仔细考虑。这可能会在全天和每个季节改变。重要的是选择合适的设计，材料和建筑技术的正确组合以适合特定情况。

### 在美國
美国的隔热要求遵循ASHRAE 90.1，这是美国所有商业和部分住宅建筑的能源标准。  ASHRAE 90.1标准考虑了多个角度，例如规范性，建筑围护结构类型和能源成本预算。并且该标准有一些强制性的隔热要求。  ASHRAE 90.1中的所有隔热要求均按气候带划分，这意味着建筑物所需的隔热量由建筑物所处的气候带决定。保温要求以R值表示，连续保温R值以第二指标表示。 下表显示了不同类型的墙（木结构墙，钢结构墙和大质量墙）的要求。 
|     | 木框墙    | 木框墙    | 钢框架墙 | 钢框架墙  | 大众墙 | 大众墙 |
| 区  | 非住宅    | 住宅      | 非住宅   | 住宅      | 非住宅 | 住宅   |
| --- | --------- | --------- | -------- | --------- | ------ | ------ |
| 1个 | 13        | 13        | 13       | 13        | NR     | 5.7    |
| 2   | 13        | 13        | 13       | 13 + 7.5  | 5.7    | 7.6    |
| 3   | 13        | 13        | 13 + 3.8 | 13 + 7.5  | 7.6    | 9.5    |
| 4   | 13        | 13 + 3.8  | 13 + 7.5 | 13 + 7.5  | 9.5    | 11.4   |
| 5   | 13 + 3.8  | 13 + 7.5  | 13 + 3.8 | 13 + 7.5  | 11.4   | 13.3   |
| 6   | 13 + 7.5  | 13 + 7.5  | 13 + 7.5 | 13 + 7.5  | 13.3   | 15.2   |
| 7   | 13 + 7.5  | 13 + 7.5  | 13 + 7.5 | 13 + 15.6 | 15.2   | 15.2   |
| 8   | 13 + 15.6 | 13 + 15.6 | 13 + 7.5 | 13 + 18.8 | 15.2   | 25.0   |

要确定是否应添加保温材料，首先需要找出您家中和地方已经有多少种保温材料。合格的家庭能源审核员将隔熱检查作为整个房屋能源审核的常规部分。 但是，有时您可以在房屋的某些区域（例如閣樓）进行自我评估。在这里，目视检查以及尺子的使用可以使您感觉是否可以从额外的绝缘中受益。 

### 俄国
在俄罗斯，由於民眾可以輕易獲得大量廉價天然氣，導致建築隔熱性能差、暖通空調過度加熱和低效率的能源使用。俄罗斯能源效率中心發現，俄罗斯建筑物的供暖温度時常過高或過低，且通常加熱室內所消耗的热量和热水多於所需量的50％。  俄羅斯53％的碳排放是通过建筑物的取暖和发电产生的。
俄罗斯的能源法规始于1955年，其规范和规则首先提到了建筑围护结构的性能和热量损失，并形成了规范建筑围护结构能源特性的规范。 最新版本的俄罗斯能源法规（SP 50.13330.2012）于2003年发布。 俄罗斯的能源法规是由政府机构或ABOK等非政府组织的专家制定的。自1955年以来，俄罗斯的能源法规已进行了多次修订，1995年的版本将每平方米供暖的能源消耗减少了20％，2000年的版本减少了40％。 该规范还对建筑物的隔热进行了强制性规定，并附带了一些自愿性规定，主要集中在建筑物外壳的热损失上。

### 澳大利亞
澳大利亞的隔热要求取决于建筑物所在位置的氣候，下表是基於氣候的最低隔热要求，由澳大利亞建築法規委員會（英文Building Codes Board，BCA）确定。 澳大利亚的建筑物在屋顶，天花板，外墙和建筑物的各个部分（例如炎热气候下的凉廊、間隔壁、地板）中使用隔热材料。 間隔壁（不同高度的天花板之間的牆壁部件）應具有與天花板相同的隔熱水平，因为它們承受相同的溫度。 并且澳大利亞建筑物的外墙应进行隔热处理，以减少各种热传递。 除墙壁和天花板外，澳大利亚能源法规还要求地板（并非所有地板）都需要隔热。 高架木地板必须在最低木地板下方留有约400mm的土壤空隙，以提供足够的隔热空间，混凝土板（例如悬浮板和地上板）也应以相同的方式进行隔热。
| 位置示例                                                         | 最低绝缘水平（总R值（m 2 K / W）） | 最低绝缘水平（总R值（m 2 K / W）） |
| 位置示例                                                         | 屋顶/天花板*                       | 墙                                 |
| ---------------------------------------------------------------- | ---------------------------------- | ---------------------------------- |
| 维多利亚州墨尔本                                                 | 4.1                                | 2.8                                |
| 堪培拉（ACT）                                                    | 4.1                                | 2.8                                |
| 塔斯马尼亚州霍巴特                                               | 4.1                                | 2.8                                |
| 冈比亚山                                                         | 4.1                                | 2.8                                |
| 维克巴拉瑞特                                                     | 4.1                                | 2.8                                |
| 新南威尔士州Thredbo                                              | 6.3                                | 3.8                                |
| *如果您的屋顶的上表面吸光度值大于0.4，则这些最低隔热等级会更高。 |                                    |                                    |

### 中国
中国有各种氣候特徵，按地理區域劃分。 因此，中国根据建筑热工气候分为五个气候带（严寒地区、寒冷地区、夏热冬冷地区、夏热冬暖地区，和温和地区）来确定包括隔热在内的建筑设计。中国常采用R值表征围护结构与周边地面、与土壤接触的墙和变形缝的隔热性能，用传热系数K（W/m2·K)来表征与空气接触的墙、屋顶等围护结构的传热（隔热）性能。
根据中华人民共和国国家标准《建筑节能与可再生能源利用通用规范》[附条文说明] GB55015-2021，围护结构传热系数基本要求不得低于下表的规定。
| 热工区划    | 外墙K [W/(m2·K)] | 外墙K [W/(m2·K)]                     | 外墙K [W/(m2·K)] | 外窗K [W/(m2·K)] | 外窗K [W/(m2·K)] | 外窗K [W/(m2·K)] | 架空或外挑楼板K[W/(m2·K)] | 屋面K，周边地面和地下室外墙的R |
| 热工区划    | 公共建筑         | 居住建筑                             | 工业建筑         | 公共建筑         | 居住建筑         | 工业建筑         | 居住建筑                  | 公共、居住、工业建筑           |
| ----------- | ---------------- | ------------------------------------ | ---------------- | ---------------- | ---------------- | ---------------- | ------------------------- | ------------------------------ |
| 严寒A区     | 0.40             | 0.40                                 | 0.60             | 2.5              | 2.0              | 3.0              | 0.40                      | 不得降低                       |
| 严寒B区     | 0.40             | 0.45                                 | 0.65             | 2.5              | 2.2              | 3.5              | 0.45                      | 不得降低                       |
| 严寒C区     | 0.45             | 0.50                                 | 0.70             | 2.6              | 2.2              | 3.8              | 0.50                      | 不得降低                       |
| 寒冷A区     | 0.55             | 0.60                                 | 0.75             | 2.7              | 2.5              | 4.0              | 0.60                      | 不得降低                       |
| 寒冷B区     | 0.55             | 0.60                                 | 0.80             | 2.7              | 2.5              | 4.0              | 0.60                      | 不得降低                       |
| 夏热冬冷A区 | 0.8              | 不得降低                             | 1.20             | 3.0              | 不得降低         | 4.5              | -                         | 不得降低                       |
| 夏热冬冷B区 | 0.8              | 不得降低                             | 1.20             | 3.0              | 不得降低         | 4.5              | -                         | 不得降低                       |
| 夏热冬暖A区 | 1.50             | 1.50（仅南北向外墙，东西向不得降低） | 1.60             | 4.0              | 不得降低         | 5.0              | -                         | 不得降低                       |
| 夏热冬暖B区 | 1.50             | 2.0（仅南北向外墙，东西向不得降低）  | 1.60             | 4.0              | 不得降低         | 5.0              | -                         | 不得降低                       |
| 温和A区     | 1.00             | 1.00                                 | 1.20             | 3.0              | 3.2              | 4.5              | -                         | 不得降低                       |
| 温和B区     | -                | 不得降低                             | -                | -                | -                | -                | -                         | 不得降低                       |

### 德国
德国于1977年确立了对建筑节能的要求，并于2002年引入了第一个能源法规-基于建筑性能的节能条例（EnEV）。  2009年版的《節能条例》提高了建筑外壳的绝热標準（U值必须低于0.24[W/m 2 •K]），并引入了气密性测试要求。  《 2013年節能条例》（EnEV）包含天花板隔热的要求。它提到如果不满足天花板要求，則在較高樓層的加熱房間上方的天花板中需要填充隔熱材。 

### 荷兰
荷兰的建筑法令（Bouwbesluit）明确区分了房屋装修或新建房屋。新建筑算作是全新的房屋，但是新增加和扩展也被认为是新建筑。此外，将至少25％的整体建筑表面改变或扩大的装修也被视为新建筑。因此，在彻底的翻新过程中，新建筑有可能必须满足荷兰隔热保温的新建筑要求。如果装修规模较小，则适用装修指令。翻新的例子是空腔墙的后隔热和倾斜的屋顶对屋顶板或瓷砖下面的隔热。请注意，每次翻新都必须满足最小Rc值1.3 W / mK。如果电流绝缘具有较高的绝缘值（合法获得的水平），则该值将作为下限值。 

### 英国
隔热要求在《建筑規範》中进行了規定，在英格蘭和威爾士，其技術内容已在批准的條文中發布，文件L定义了隔热要求，并且在设置最低标准时，可以权衡屋顶和墙壁等元素的U值其他因素，例如整个建筑能耗评估中的供暖系统类型。苏格兰和北爱尔兰具有类似的系统，但详细的技术标准并不相同。近年来，对标准进行了数次修订，随着英国向低碳经济发展，要求更有效地利用能源。

## 不同气候下的技术和策略

#### 寒冷气候下的策略

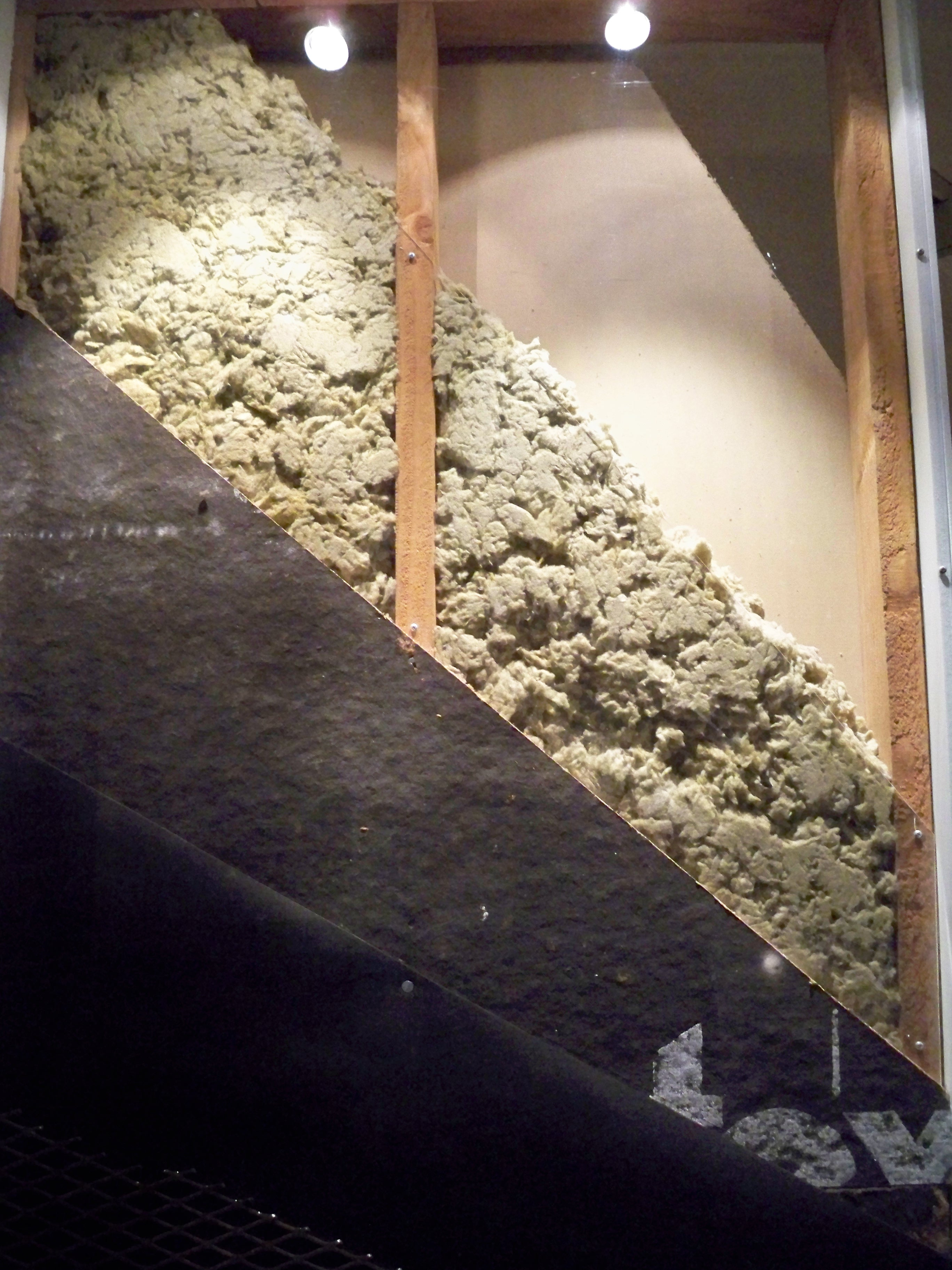
家用隔热材料的横截面。

在寒冷的条件下，主要目的是减少热量从建筑物中流出。建筑外殼的组成部分，如窗戶、門、屋頂、地板、墙壁和空气渗透等，都是重要的熱損失源。  在原本隔热良好的房屋中，窗戶將成為重要的热源。 傳統單層玻璃的R值约為0.17K⋅W-1⋅m2，只有典型的雙層玻璃的一半（另外玻璃棉氈隔熱材的R值為 2至4 m2⋅K⋅W−1 ）。良好的耐候性，整体绝缘性以及將非隔熱玻璃的数量降至最低，可以减少损失。室内热辐射在光谱选择性玻璃（低辐射、低辐射率）上也可能是一个缺点。

#### 寒冷气候下的技术
真空面板和气凝胶壁表面隔热是两项技术，可以提高寒冷地区（如新英格兰和波士顿）的住宅建筑和商业建筑的能源性能和隔热效果。 过去，显示出高隔热性能的隔热材料的价格非常昂贵。 随着材料工业的发展和科学技术的蓬勃发展，20世纪越来越多的保温材料和保温技术应运而生，这为我们提供了各种建筑保温的选择。尤其是在寒冷气候地区，需要大量的隔热材料来应对寒冷天气（渗透，通风和辐射）造成的热量损失。有两种技术值得讨论：

##### 基于真空隔热板（VIP）的外部隔热系统（EIFS）
VIP具有极高的耐热性， 其耐热能力是传统泡沫隔热材料的四到八倍。與傳統材料相比，它使建筑外殼的隔熱層厚度更薄。 VIP通常由核心面板和金属外壳组成。 用于生产内芯板的常见材料是热解法和沉淀法二氧化硅，开孔聚氨酯（PU）和不同类型的玻璃纤维。并且核心面板被金属外壳覆盖以创建真空环境，金属外壳可以确保核心面板保持在真空环境中。 尽管这种材料具有很高的热性能，但在过去的20年中仍然保持着很高的价格。

##### 气凝胶的内外墙表面绝缘
气凝胶是1931年由塞缪尔·斯蒂芬斯·基斯特（Samuel Stephens Kistle）首次發現的。 液体部分被气体代替是一种凝膠，它實際上由99％的空气组成。 这种材料具有相对较高的R值，约为每英寸R-10，与常规的塑料泡沫绝缘材料相比，该值要高得多。但是加工困难和生产率低下限制了气凝胶的开发， 这种材料的成本价格仍然保持在较高水平。美國只有兩家公司提供商業化的氣凝膠產品。

### 炎熱氣候

#### 炎熱气候下的策略
在炎熱的條件下，最大的热能来源是日射量。 它可以直接通过窗户進入建筑物，也可以將建筑外殼加熱到比空氣溫度更高的溫度，从而增加了通过建筑外殼進入室內的热通量。  標準單層玻璃的太陽熱增益系數（ 英文Solar Heat Gain Coefficient，SHGC）  （太陽热透射率的一种度量方式）约为78-85％。可以通过以下方法减少太阳光的吸收：充足的陽光遮蔽，浅色的屋顶，光谱選擇性的（热反射）油漆和涂料以及其餘部分的隔熱層。特殊涂层的玻璃可以将SHGC降低到10％左右。輻射屏障對于炎热气候下的阁楼空间非常有效。輻射屏障在炎热气候下比寒冷气候更有效。
如果在炎热潮湿的气候中使用制冷空调，则密封建筑物围护结构尤为重要。潮湿空气渗透的除湿会浪费大量能量。另一方面，一些建筑设计基于有效的交叉通风而不是制冷空调，以通过盛行的微风提供对流冷却。

#### 炎热氣候的技术
在埃及和非洲等炎热乾燥的地區，夏季的熱舒適性是主要問題。為滿足人們對對熱舒適性的需求，暖通空調系统可消耗將近一半的總能源。許多开发中国家在由於越来越普遍地使用冷氣機，導致夏季的電力短缺。 一種名為Cool Roof的新技术被用於改善這種情况。过去，建筑师使用高熱容量的建材來提高熱舒適性，厚重的隔热层可以帶來溫度的時滯效應，從而可能减緩乾燥气候區較大的昼夜溫差，使室内溫度保持在一定範圍内。
凉爽的屋顶是基于太阳能反射率和热辐射率的低成本技术，该技术使用反射材料和浅色来反射太阳辐射。  太阳反射率和热辐射率是决定屋顶热性能的两个关键因素，并且由于大约30％的太阳辐射会反射回天空，因此它们还可以提高隔热效果。 屋顶的形状也在考虑之中，与传统形状相比，弯曲的屋顶可以接收更少的太阳能。  同时，该技术的缺点很明显，即高反射率会导致视觉不适。另一方面，屋顶的高反射率和热辐射率会增加建筑物的供暖负荷。

## 方向-被动式太阳能设计
考虑到太阳辐射对建筑物和微风的影响，建筑物元件（例如，窗户，门，加热器）的最佳放置可在保温中发挥重要作用。反光层压板可帮助减少杆仓，车库和金属建筑中的被动太阳热。

## 施工
有关窗户的讨论，请参见中空玻璃。

### 建築外殼
隔熱層定义了房屋中的空调或居住空间。閣樓或地下室可能包含或可能不包含在此區域中。减少建築内外的空氣交換可以顯著减少對流傳熱。確保低對流傳熱還需要注意建築結構和正确安装隔熱材。   
进入建筑物的自然气流越少，将需要更多的机械通风来维持人体舒适感。高湿度可能是与缺乏气流相关的重要问题，它会导致凝结，使建筑材料腐烂并促进微生物滋生，例如霉菌和细菌。潮气还会通过形成热桥（见下文）而大大降低隔热效果。可以将空气交换系统主动或被动地合并以解决这些问题。

### 熱橋
熱橋是建筑物围护结构中允许导热的点。由于热量流经阻力最小的路径，因此热桥会导致较差的能量性能。当材料在整个温度差中形成一条连续的路径時就会形成熱橋。在该路径中，热量的流动不会因隔热而中断。较差的绝缘体的常见建筑材料包括玻璃和金属。
建筑物设计在结构的某些区域的隔热能力可能有限。常见的建筑设计基于双头螺栓墙，其中热桥常见于木质或钢制双头螺栓和托梁，通常用金属固定。最常见的缺乏足够绝缘的区域是建筑物的拐角处，以及为了确保系统基础设施而已移走绝缘或移去绝缘的区域，例如配电箱（插座和电灯开关），管道，火灾报警设备等。
热桥也可以通过不协调的结构来创建，例如通过在完全绝缘外墙之前将其关闭。壁腔内缺乏绝缘的无法接近的空隙的存在可能是热桥的来源。
某些形式的绝缘材料在潮湿时更容易传递热量，因此在这种状态下也可以形成热桥。
可以通过以下任何一种方式使导热最小化：减小桥的横截面积，增加桥的长度或减少热桥的数量。
减少热桥效应的一种方法是在外墙外部安装隔热板（例如，泡沫板EPS XPS，木纤维板等）。另一种方法是使用隔热木材框架在墙内进行热破坏。 

### 安装
在建筑过程中对建筑物进行隔热比翻新要容易得多，因为通常情况下，隔熱層是隱藏在建築結構內的，需要解構才能對建筑物的隔熱層進行施工。

## 用料
本質上，建築隔熱可分為两种类型:體積隔热和反射隔热。大多数建筑物使用两种类型的组合来构成整个建筑物的隔热系统。所使用的绝缘材料类型相匹配，可为建筑物的三种热传递形式（傳導、對流和輻射）中的每一种产生最大的阻力。

### 保温材料的分类
根据三种热交换方式，我们在建筑中使用的绝大部分隔热材料可分为两类：导电和对流绝缘体以及辐射隔热层。并且有更详细的分类来区分不同的材料。许多隔热材料通过在分子之间形成微小的空气腔而起作用，该空气腔可大大减少通过材料的热交换。但是有两个例外，它们不使用气孔作为其功能部件来防止热量传递。一种是反射隔热材料，它通过在一侧或两侧贴附金属箔而形成辐射屏障，从而形成了一个很大的空间，这种隔热材料主要减少了辐射热传递。尽管附着在材料上的抛光金属箔只能阻止辐射传热，但其阻止传热的作用却非常明显。另一个不使用空气腔的绝热材料是真空绝热材料，真空绝热板可以阻止各种对流和传导，还可以大大减轻辐射热传递。但是真空绝热的有效性也受到材料边缘的限制，因为真空板的边缘会形成热桥，从而导致真空绝热的有效性降低。真空绝缘的有效性也与真空板的面积有关。

### 导电和对流绝缘子
大块绝缘子会阻止传导热传递和对流流入或流出建筑物。材料越密，导热性就越好。因为空气的密度很低，所以空气是非常差的导体，因此是很好的绝缘体。阻止传导热传递的绝缘材料利用纤维之间，泡沫或塑料气泡内部以及阁楼等建筑空腔中的空隙。这在主动冷却或加热的建筑物中是有益的，但在被动冷却的建筑物中可能是一个缺点。需要有足够的通风或辐射冷却措施 。

#### 纤维绝缘材料
纤维材料是由直径很小的纤维制成的，这些纤维均匀地分布在空气空间中。 常用的材料是二氧化硅，玻璃，岩棉和矿渣棉。玻璃纤维和矿棉是这种类型中使用最广泛的两种绝缘材料。

#### 蜂窝绝缘材料
蜂窝状绝缘层由彼此分开的小蜂窝组成。 常见的多孔材料是玻璃和泡沫塑料，例如聚苯乙烯，聚烯烃和聚氨酯。

### 辐射热障
辐射屏障与空气空间协同工作，以减少辐射热量跨空气空间的传递。辐射绝缘或反射绝缘可以反射热量，而不是吸收热量或让热量通过。经常会看到使用辐射屏障来减少向下的热流，因为向上的热流倾向于以对流为主。这意味着对于阁楼，天花板和屋顶，它们在炎热的气候中最有效。 它们还可以减少凉爽气候下的热损失。但是，通过添加大块绝缘子可以实现更大的绝缘（请参见上文）。
某些辐射屏障具有光谱选择性，与其他波长相比，将优先减少红外辐射的流量。例如，低辐射率（low-e）窗户会将光和短波红外能量传输到建筑物中，但会反射室内家具产生的长波红外辐射。同样，特殊的热反射涂料比可见光能反射更多的热量，反之亦然。
热发射率值可能最好地反映了辐射屏障的有效性。一些制造商引用了这些产品的“等效” R值，但这些数字可能难以解释，甚至会产生误导，因为R值测试是在实验室环境中测量总热量损失，而不控制造成热量损失的类型。最终结果（辐射，传导，对流）。 
灰尘或湿气的薄膜会改变发射率，从而改变辐射屏障的性能。

### 环保保温
环保绝缘是用于对环境影响有限的绝缘产品的术语。确定绝缘产品（但实际上任何产品或服务是否环保）的普遍接受的方法是进行生命周期评估（LCA）。大量研究比较了绝缘材料在其应用中对环境的影响。比较表明，最重要的是产品的绝缘值是否符合应用的技术要求。仅在第二步骤中，材料之间的区别才有意义。比利时政府委托VITO撰写的报告 （页面存档备份，存于）是此类研究的一个很好的例子。图形化表示这种结果的一种有价值的方法是使用蜘蛛图 （页面存档备份，存于）。